# Júnior Toretta
Ernandes Toretta Júnior (Linhares, 7 mei 1988) is een Braziliaans voetballer die als middenvelder voor onder andere Telstar speelde.

## Carrière
Toretta Júnior speelde in Brazilië enkele wedstrijden voor EC Bahia in de Campeonato Baiano. Hierna vertrok hij naar Iran, waar hij voor verschillende clubs op het eerste en tweede niveau speelde. Hierna keerde hij naar Brazilië terug als semi-prof bij Linhares FC, waarna hij tussendoor nog in Thailand op het vierde niveau speelde. Medio 2017 ging Toretta Júnior, die ook over een Italiaans paspoort beschikt, voor Telstar spelen. Hij debuteerde voor Telstar op 18 augustus 2017, in de met 2-2 gelijkgespeelde uitwedstrijd tegen FC Eindhoven. Hij begon in de basis, en wist gelijk te scoren in zijn debuutwedstrijd. Door een blessure miste hij een groot gedeelte van het seizoen, en er werd hem geen nieuw contract aangeboden.

### Statistieken
| Seizoen                       | Club                | Land           | Competitie      | Competitie | Competitie | Beker | Beker | Overig | Overig | Totaal | Totaal |
| Seizoen                       | Club                | Land           | Competitie      | Wed.       | Dlp.       | Wed.  | Dlp.  | Wed.   | Dlp.   | Wed.   | Dlp.   |
| ----------------------------- | ------------------- | -------------- | --------------- | ---------- | ---------- | ----- | ----- | ------ | ------ | ------ | ------ |
| 2009                          | EC Bahia            | Brazilië       | Série B         | 0          | 0          | 0     | 0     | 4      | 0      | 4      | 0      |
| 2009/10                       | Gol Gohar Sirjan FC | Iran           | Azedegan League | 5          | 1          | –     | –     | –      | –      | 5      | 1      |
| 2010/11                       | Paykan FC           | Iran           | Pro League      | 21         | 2          | –     | –     | –      | –      | 21     | 2      |
| 2011/12                       | Paykan FC           | Iran           | Azedegan League | 19         | 5          | –     | –     | –      | –      | 19     | 5      |
| 2012/13                       | Saipa FC            | Iran           | Pro League      | 26         | 1          | –     | –     | –      | –      | 26     | 1      |
| 2017/18                       | Telstar             | Nederland      | Eerste divisie  | 12         | 1          | 0     | 0     | 1      | 0      | 13     | 1      |
| Carrièretotaal                | Carrièretotaal      | Carrièretotaal | Carrièretotaal  | 83         | 10         | 0     | 0     | 5      | 0      | 88     | 10     |
| Bijgewerkt op 2 augustus 2018 |                     |                |                 |            |            |       |       |        |        |        |        |